# Jean Claesson
Jean Axel Isidor Claesson, född 15 december 1882 i Adolf Fredriks församling, Stockholm, död 8 februari 1951 på  Höstsol, Täby, var en svensk skådespelare och kabaretsångare.

## Biografi
Claesson scendebuterade som skådespelare 1902 och drev en tid en egen teater i Stockholm och blev under 1910-talet även känd som kabaretsångare. Han uppträdde i hela Norden med kabaréer och revyer. Under ett engagemang i revyn Folkets gröna ängar 1933 skadades han svårt och tvingades bryta kontraktet. Han skvivdebuterade 1911 och filmdebuterade 1912 i Victor Sjöströms Trädgårdsmästaren, och kom att medverka I drygt 20 filmer.
Jean Claesson var 1909–1914 gift med pianisten och skådespelaren Margareta Lindlöf (1887–1970), omgift med Hilding Johansson och med vilken hon tog sig namnet Jonstoij. Han fick med henne två barn: dottern Birgit (1909–1946), som med journalisten Ingvar Axelsson fick sonen Hans Jonstoij, och sonen Jean Gunnar Bertil (född och död 1912). Därefter var han från 1916 gift med manikyristen Gerda Martina Bengtsson (född 1889) och 1925–1938 gift med skådespelaren Sonja Persson (1901–1975).

## Filmografi
- 1912 – Trädgårdsmästaren
- 1917 – Löjtnant Galenpanna
- 1926 – Ebberöds bank
- 1932 – Skråköpings rundradio inviges
- 1933 – Bomans pojke
- 1934 – Arbete!
- 1934 – Kungliga Johansson
- 1936 – 65, 66 och jag
- 1936 – Annonsera!
- 1938 – Styrman Karlssons flammor
- 1938 – Med folket för fosterlandet
- 1939 – Gläd dig i din ungdom
- 1939 – I deklarationstider
- 1939 – Rena rama sanningen
- 1939 – Valfångare
- 1940 – Juninatten
- 1940 – Stål
- 1940 – Man och kvinna
- 1941 – Det sägs på stan
- 1941 – Soliga Solberg
- 1942 – I gult och blått
- 1943 – En fånge har rymt
- 1945 – Sextetten Karlsson
- 1946 – 91:an Karlsson. "Hela Sveriges lilla beväringsman"
- 1948 – Känn dej som hemma

## Teater

### Roller
| År   | Roll                        | Produktion                                                                           | Regi              | Teater                |
| ---- | --------------------------- | ------------------------------------------------------------------------------------ | ----------------- | --------------------- |
| 1933 | Medverkande                 | Folkets gröna ängar, revy Åke Söderblom, Herr Dardanell, Sten Axelson, Gösta Chatham | Ragnar Klange     | Folkets hus teater    |
| 1938 | Frippe Wallin, skådespelare | Kökskavaljerer Siegfried Fischer                                                     | Siegfried Fischer | Mosebacketeatern      |
| 1940 |                             | Här dansar Kalle Karlsson Sigge Fischer                                              |                   | Klippans sommarteater |